# Iren
 (décembre 2023).
Si vous disposez d'ouvrages ou d'articles de référence ou si vous connaissez des sites web de qualité traitant du thème abordé ici, merci de compléter l'article en donnant les références utiles à sa vérifiabilité et en les liant à la section « Notes et références ».
Iren est une entreprise publique italienne de distribution et de production d'électricité et de réseau de chaleur. Elle est issue de la fusion d'Enìa et d'Iride en 2010, cette dernière étant elle-même issue de la fusion en 2006 d'AMGA et d'AEM Torino.